# NGC 988
NGC 988 é uma galáxia espiral barrada (SBc) localizada na direcção da constelação de Cetus. Possui uma declinação de -09° 21' 18" e uma ascensão recta de 2 horas, 35 minutos e 27,3 segundos.
A galáxia NGC 988 foi descoberta em 1879 por Édouard Jean-Marie Stephan.